# 富士市立中央病院
富士市立中央病院（ふじしりつちゅうおうびょういん）は、静岡県富士市にある医療機関。富士市病院事業の設置等に関する条例（昭和41年12月27日条例第68号）により設置された市立の病院である 。

## 診療科
- 一般内科
- 呼吸器内科
- 腎内科
- 小児科
- 外科
- 整形外科
- 脳神経外科
- 皮膚科
- 産婦人科
- 眼科
- 耳鼻咽喉科
- 放射線科
- 形成外科
- 泌尿器科
- 麻酔科
- 循環器科
- 心臓血管外科
- 神経内科
- 歯科口腔外科
- 病理科
- 精神神経科

## 医療機関の指定等
- 保険医療機関
- 国民健康保険療養取扱機関
- 労災保険指定医療機関
- 救急告示医療機関
- 第二種感染症指定医療機関
- 災害拠点病院
- 静岡DMAT指定病院
- 地域がん診療病院
- 地域医療支援病院
- 臨床研修指定病院（管理型）
- 生活保護法指定医療機関
- 指定自立支援医療機関（更生医療）
- 原子爆弾被害者一般疾病医療取扱医療機関
- 地域周産期母子医療センター
- 母体保護法指定医の配置されている医療機関
- 身体障害者福祉法指定医の配置されている医療機関
- エイズ治療拠点病院
- 出入国管理及び難民認定法に基づく指定医
- 難病医療協力病院

## 認定専門医人数
| 認定学会                                                                           | 名称                       | 人数 |
| ---------------------------------------------------------------------------------- | -------------------------- | ---- |
| 日本整形外科学会                                                                   | 整形外科専門医             | 2.0  |
| 日本小児科学会                                                                     | 小児科専門医               | 3.2  |
| 日本皮膚科学会                                                                     | 皮膚科専門医               | 1.1  |
| 日本消化器外科学会                                                                 | 消化器外科専門医           | 4.0  |
| 日本麻酔科学会                                                                     | 麻酔科専門医               | 4.4  |
| 日本臨床細胞学会                                                                   | 細胞診専門医               | 4.4  |
| 日本放射線科専門医会                                                               | 放射線科専門医             | 2.0  |
| 日本透析医学会                                                                     | 透析専門医                 | 1.0  |
| 日本眼科学会                                                                       | 眼科専門医                 | 2.0  |
| 日本脳神経外科学会                                                                 | 脳神経外科専門医           | 2.4  |
| 日本産科婦人科学会                                                                 | 産婦人科専門医             | 4.8  |
| 日本リハビリテーション医学会                                                       | リハビリテーション科専門医 | 0.1  |
| 日本耳鼻咽喉科学会                                                                 | 耳鼻咽喉科専門医           | 2.0  |
| 日本血管外科学会                                                                   | 心臓血管外科専門医         | 1.2  |
| 日本泌尿器科学会                                                                   | 泌尿器科専門医             | 3.4  |
| 日本呼吸器外科学会                                                                 | 呼吸器外科専門医           | 0.2  |
| 日本形成外科学会                                                                   | 形成外科専門医             | 1.2  |
| 日本消化器内視鏡学会                                                               | 消化器内視鏡専門医         | 6.8  |
| 日本病理学会                                                                       | 病理専門医                 | 1.2  |
| 日本小児外科学会                                                                   | 小児外科専門医             | 0.1  |
| 日本内科学会                                                                       | 総合内科専門医             | 8.6  |
| 日本神経学会                                                                       | 神経内科専門医             | 1.0  |
| 日本外科学会                                                                       | 外科専門医                 | 10.2 |
| 日本リウマチ学会                                                                   | リウマチ専門医             | 0.2  |
| 日本糖尿病学会                                                                     | 糖尿病専門医               | 1.3  |
| 日本乳癌学会                                                                       | 乳腺専門医                 | 0.1  |
| 日本肝臓学会                                                                       | 肝臓専門医                 | 2.6  |
| 日本アレルギー学会                                                                 | アレルギー専門医           | 2.0  |
| 日本血液学会                                                                       | 血液専門医                 | 1.0  |
| 日本大腸肛門病学会                                                                 | 大腸肛門病専門医           | 1.0  |
| 日本循環器学会                                                                     | 循環器専門医               | 5.4  |
| 日本脳神経血管内治療学会                                                           | 脳血管内治療専門医         | 0.2  |
| 日本呼吸器学会                                                                     | 呼吸器専門医               | 1.0  |
| 日本周産期・新生児医学会                                                           | 周産期(新生児)専門医       | 0.2  |
| 日本消化器病学会                                                                   | 消化器病専門医             | 5.8  |
| 日本精神神経学会                                                                   | 精神科専門医               | 1.1  |
| 日本腎臓学会                                                                       | 腎臓専門医                 | 1.0  |
| 日本口腔外科学会                                                                   | 口腔外科専門医             | 1.0  |
| ※人数が小数点以下の場合は、常勤職員を1人とし、非常勤職員を小数で計算した結果です。 |                            |      |

## 周辺の施設
- 富士市文化会館
- 中央公園
- 西友楽市富士青島店
- 富士市役所

## 交通アクセス
- JR東海東海道本線富士駅より富士急静岡バスで約10分。